# Juan Navarro Baldeweg
Juan Navarro Baldeweg (* 11. Juni 1939 in Santander, Kantabrien) ist ein spanischer Architekt und Maler.

## Biografie
Baldeweg studierte Architektur an der Technischen Universität in Madrid (Abschluss 1965) und erwarb dort seinen Doktortitel im Jahre 1969. Heute hält Baldeweg an dieser Universität Vorlesungen über Architektur. Zuvor hielt er schon Vorlesungen an den Universitäten in Philadelphia, an der Yale University, der Princeton University, der Harvard University sowie an der Universitat Politècnica de Catalunya in Barcelona.
1974 erhielt er einen Lehrstuhl am Massachusetts Institute of Technology in Cambridge (Massachusetts) im Fachbereich Center for Visual Advanced Studies. In den 1980er Jahren begann er seinen eigenen Architekturstil in der Umgebung von Madrid zu verwirklichen. Zurzeit widmet er sich hauptsächlich der Malerei und lebt zurückgezogen in Jalón (Alicante).

## Werke

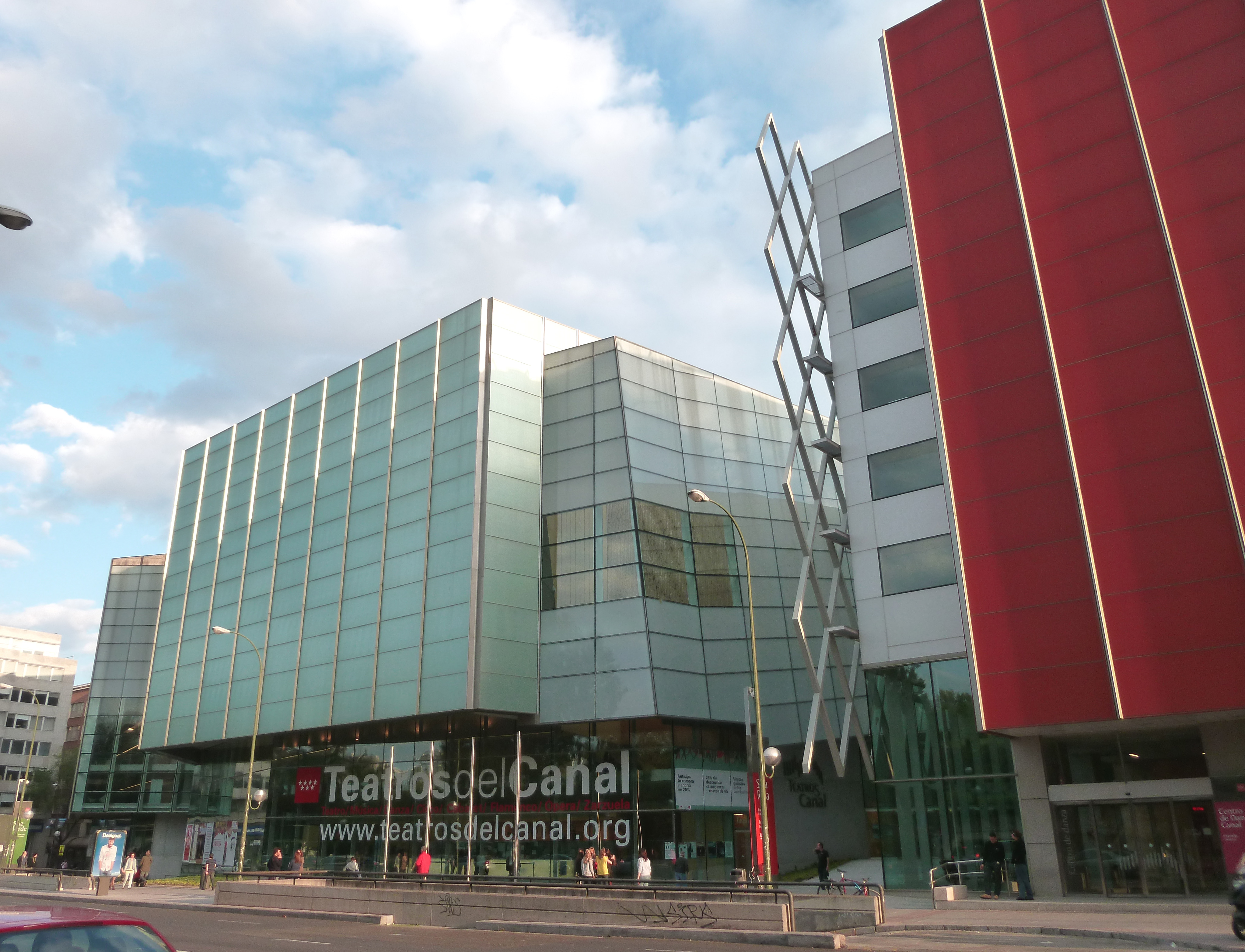
Theater am Kanal der Isabella II in Madrid

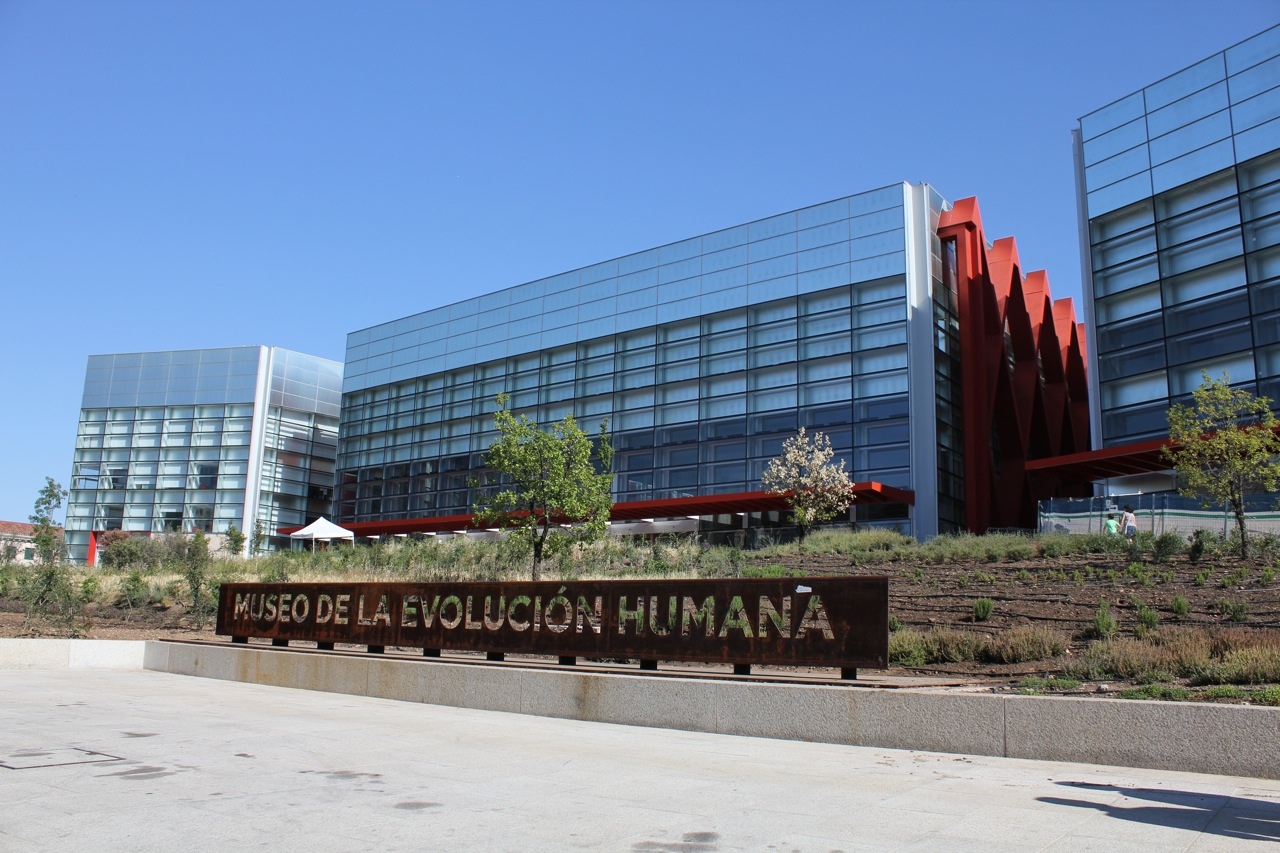
Museum der menschlichen Evolution in Burgos

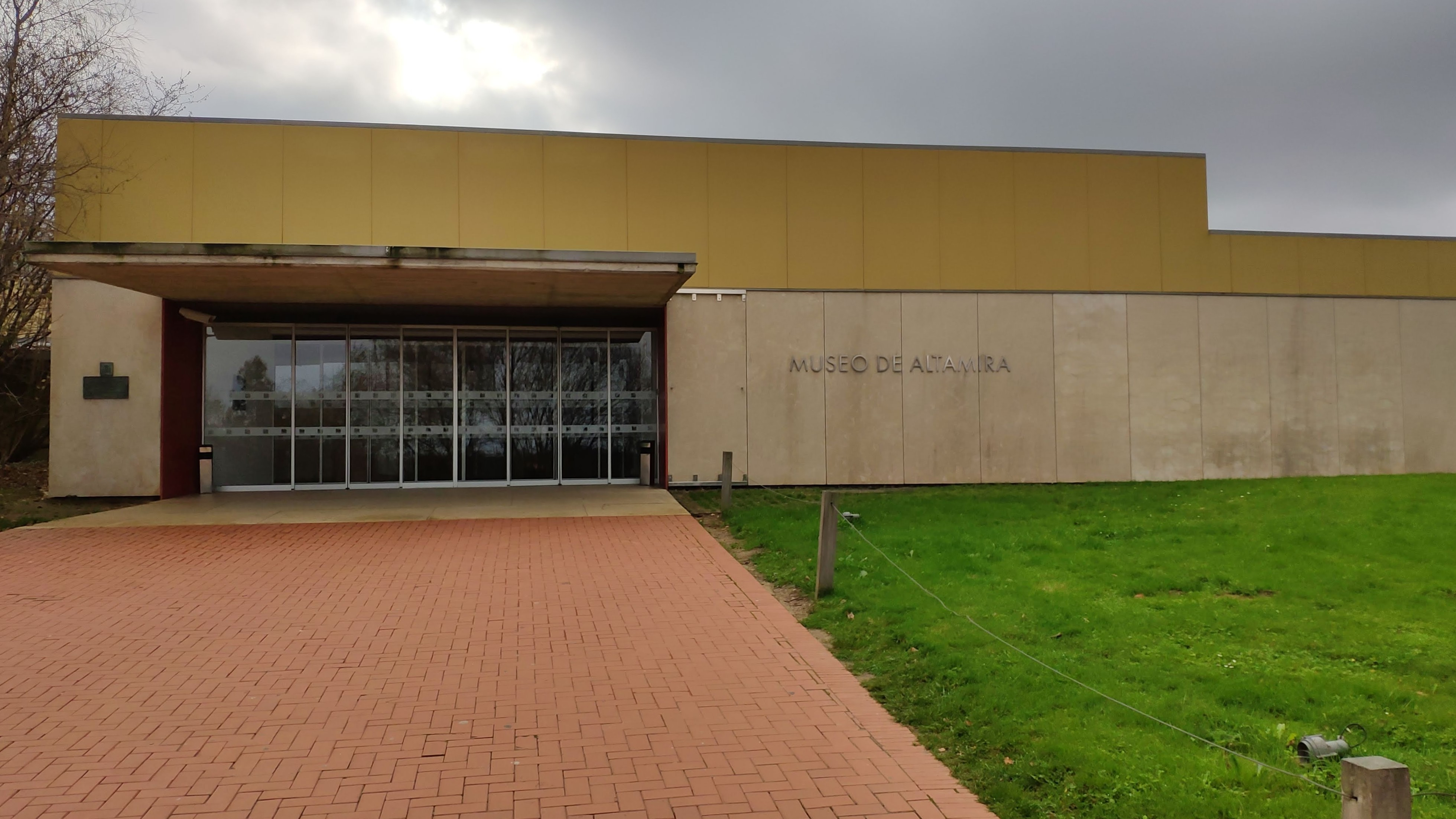
Eingang zum Museum und Forschungszentrum in Altamira

### Architektur
- Museum und Forschungszentrum der Höhlen von Altamira (Santillana del Mar)
- Museum der menschlichen Evolution in Burgos
- Universitätsklinik in Asturien
- Theater am Kanal der Isabella II in Madrid
- Pedro Salinas Stadtbücherei in Madrid
- Präsidialamt in Mérida
- Kulturzentrum Villanueva de la Cañada in Madrid
- Neues Gerichtsgebäude in Maó (Menorca)
- Anbau für die Bücherei der musikalischen Fakultät an der Princeton University
- Bibliotheca Hertziana, Bibliothek des Max-Planck-Institutes für Kunstgeschichte in Rom
- Haus des Regens in Santander
- Festhalle in Salamanca
- Kongresszentrum Salzburg
- Kulturzentrum Salvador Allende (Santiago de Chile)
- Bürogebäude auf dem Novartis Campus in Basel
- Hauptquartier des Rijksdienst voor het Cultureel Erfgoed in Amersfoort

### Malerei
- Ausstellung Luz y metales (1976)
- Hidráulica Doméstica (Milan, 1986)
- Abrazo, Aro, Cuna, Gota y Pájaro (Madera)
- Figuras en la copa de cristal  Kunstreihe
- Manos Kunstreihe
- Tríptico de Bizhad (1999)

## Preise und Auszeichnungen
- Nationaler Preis der bildenden Künste (1990)
- Heinrich-Tessenow-Medaille (1998)